# Genologia
Genologia (z gr. génos – pochodzenie, gatunek i logia – zbiór, lógos – myśl) – dział poetyki badający rodzaje literackie, gatunki literackie, ich odmiany i przekształcenia. Bada ich cechy strukturalne, rolę w komunikacji literackiej, ewolucję w toku procesu historycznoliterackiego.
Nazwa wprowadzona przez Philippe’a Van Tieghema w 1920, w Polsce przyjęta po II wojnie światowej. Jednakże już Arystoteles jako pierwszy zgłębiał w „Poetyce” problemy genologiczne. Również w późniejszych poetykach, zwanych normatywnymi, można odnaleźć ślady badań genologicznych, które jednak ograniczały się do wskazań: czym jest lub czym nie jest dany rodzaj czy gatunek literacki.
Najsłynniejsi polscy genolodzy XX w.: Stefania Skwarczyńska (autorka koncepcji literatury stosowanej, potem uniwersalnej koncepcji dzieła literackiego, a wreszcie, w 1965, teorii genologicznej), także Kazimierz Bartoszyński, Kazimierz Wyka, Czesław Dutka. Skwarczyńska rozróżniała „przedmioty genologiczne” (konkretne gatunki, ujawniane w tekstach), „pojęcia genologiczne” (związaną z nimi wiedzę pisarza i odbiorcy o cechach gatunku), wreszcie „nazwy genologiczne” (nazwy gatunku). Tak więc np. Sonety krymskie Adama Mickiewicza to określony przykład gatunku (przedmiot genologiczny), poeta i czytelnik mają wspólną znajomość cech gatunku (wiedzę genologiczną), a w tytule zbioru Mickiewicz umieścił nazwę gatunku (nazwę genologiczną). Teoria Skwarczyńskiej miała charakter opisowy, a nie normatywny, a ogarniała ogromny obszar tekstów literackich.